# Patagonomyrmex odoratus
Patagonomyrmex odoratus  (лат.) — вид муравьёв рода Patagonomyrmex из подсемейства мирмицины (Myrmicinae).

## Распространение
Южная Америка, Патагония: юге Аргентины и юг Чили.

## Описание
Мелкие муравьи оранжево-коричневого цвета (длина рабочих около 5 мм; самцы буровато-чёрные), внешне похожи на Pogonomyrmex и мирмик (Myrmica). Мономорфные, длина головы рабочих от 1,00 до 1,25 мм, ширина HW от 0,86 до 1,08 мм, длина скапуса усиков SL 0,79 мм до 0,96 мм. Имеют выпуклый клипеус, недоразвитый псаммофор, гладкий верх петиоля и постпетиоля, формула щупиков 5,4. Усики рабочих и самок 12-члениковые с 4-члениковой булавой (13 у самцов и без булавы). Мандибулы с 6 зубцами. Стебелёк между грудкой и брюшком состоит из двух члеников: петиолюса и постпетиолюса (последний четко отделен от брюшка), жало развито, куколки голые (без кокона). Близкий вид Patagonomyrmex angustus отличается морщинистой спинкой груди, а Patagonomyrmex laevigatus (Kusnezov, 1949) отличается тёмной окраской.

## Систематика
Вид был описан в 1949 году русско-аргентинским мирмекологом Николаем Кузнецовым-Угамским (1898-1963) под первоначальным названием Pogonomyrmex odoratus Kusnezov, 1949. Ранее включали в состав родов Pogonomyrmex (из бывшей его видовой группы angustus-group) и Ephebomyrmex. В 2016 году выделен в род Patagonomyrmex.
- Рабочий сверху
- Голова рабочего
- Крылатая самка сверху
- Голова самки